# Abadín
Abadín est une commune d'Espagne, située dans la province de Lugo (Galice).

## Géographie
La municipalité est située dans le pays de Terra Chá, elle est croisée par les secteurs montagneux du Xistral et Neda et les fleuves de Labrador et d'Abadín. L'altitude moyenne est environ 500 m, mais le point de la plus grande altitude est Lombo Pequeno à 1.015 m.